# Universidade de Lubumbashi
A Universidade de Lubumbashi (UNILU; em francês: Université de Lubumbashi) é uma universidade pública da República Democrática do Congo, localizada em Lubumbashi na província de Alto Catanga. É uma das maiores universidades quinxassa-congolesas.
O campus-sede está localizado na parte norte da cidade, a oeste do aeroporto, na zona de Kassapa. Os acadêmicos são chamados de kasapards, um nome sarcástico derivado dos arredores das residências universitárias, que abrigam uma grande prisão e um campo militar — assim relacionado aos périplos da vida universitária.

## História
A universidade foi criada em 1955, denominada inicialmente como "Universidade Oficial do Congo e Ruanda-Urundi", sob a tutela da Universidade Livre de Bruxelas (Bélgica). Somente foi inaugurada em 1956.
Em 1960, foi renomeada como Universidade de Estado de Élisabethville, sob a supervisão da Universidade de Lieja, tornando-se então uma das universidades oficiais do Congo em 1963.
Em 1971, após a consolidação das universidades e institutos superiores na Universidade Nacional do Zaire, a instituição passou a ser a Universidade Nacional do Congo/Campus de Elisabethville e, em 1972, durante a zairização, Universidade Nacional do Zaire/Campus de Lubumbashi (UNAZA/Lubumbashi).
A Universidade de Lubumbashi foi recriada em 1981 pela portaria-lei n˚25/81 relativa à criação de estabelecimentos de ensino público autónomos.
Nas manifestações de maio de 1990 e nos disturbios nacionais de setembro e outubro de 1991, o governo do Zaire reprimiu violentamente os protestos estudantis no campus sede da universidade, matando vários estudantes e destruindo partes de sua infraestrutura.